# جیکوپو دا ورونا
جیکوپو دا ورونا (ایتالیایی: Jacopo da Verona; ۱ ژانویهٔ ۱۳۵۵ – ۱ ژانویهٔ ۱۴۴۳) نقاش اهل ایتالیا بود. همانطور که از نامش پیداست، زادگاه او ورونا است.